# Prostaglandina H2

Via biosintetica di alcuni prostanoidi a partire dalla PGH2.

La prostaglandina H2 è un tipo di prostaglandina derivata direttamente dall'acido arachidonico. Dalla PGH2 derivano molte altre prostaglandine ed il trombossano A2.